# Mike Ultee
Mike Sebastiaan Ultee (Woerden, 10 juni 1992) is een Nederlandse para-snowboarder. Hij komt uit op de onderdelen snowboardcross en 'banked slalom'. In 2015 is hij tweede geworden op het onderdeel snowboardcross tijdens het Nederlands kampioenschap in Laax te Zwitserland.
Voorheen was hij actief in de atletiek, in de IPC-handicapklasse F37 (voor atleten met spasmen). Op 30 mei 2014 behaalde hij daarbij Nederlandse record in het kogelstoten en discuswerpen.

## Nationale records

### Atletiek
| Onderdeel          | Afstand | Datum       | Locatie   |
| ------------------ | ------- | ----------- | --------- |
| kogelstoten (F37)  | 10,60 m | 30 mei 2014 | Emmeloord |
| discuswerpen (F37) | 37,19 m | 30 mei 2014 | Emmeloord |